# 聖海倫娜護照
聖海倫娜护照（英語：Saint Helena passport；聖赫勒拿護照）是英國海外領土公民護照之一，並簽發予在圣赫勒拿出生、父母為圣赫勒拿籍或歸化圣赫勒拿的人士。 持有圣赫勒拿護照者擁有圣赫勒拿的居留權。

## 类型
雖然自2014年起，圣赫勒拿护照已经開始改由英國內政部護照署的護照中心印刷生物特征護照，但是由於圣赫勒拿的地理因素，從英國運送至圣赫勒拿需時較運送至其他英國屬地更長，因此圣赫勒拿的护照办公室仍有保留原有印刷護照的功能，並印刷非生物识别护照， 讓圣赫勒拿公民在紧急醫療、出行等情况下當作緊急護照使用。

## 外部連結
- Living in St. Helena （页面存档备份，存于） （英文）